# Course à l'américaine aux Jeux olympiques d'été de 2008
Navigation
Athènes 2004 Tokyo 2020
La course à l'américaine, épreuve de cyclisme sur piste des Jeux olympiques d'été de 2008, a lieu le 19 août 2008 sur le Vélodrome de Laoshan de Pékin. La course est remportée par les coureurs argentins Juan Esteban Curuchet et Walter Fernando Pérez.
Cette course consiste en 200 tours de piste, soit 50 kilomètres au total. Il s'agit d'une course de relais, permettant à un cycliste de récupérer pendant que son équipier court.
Le classement est déterminé dans un premier temps au nombre de tours parcourus, puis aux points. Les points sont attribués en fonction des sprints intermédiaires. Ils ont lieu tous les 20 tours. Lors de chaque sprint, le vainqueur gagne 5 points, le deuxième reçoit 3 points, la troisième et le quatrième gagnent respectivement 2 et 1 point.

## Résultats
| Rang | Pays               | Cycliste 1            | Cycliste 2            | Points | Tours |
| ---- | ------------------ | --------------------- | --------------------- | ------ | ----- |
| 1    | Argentine          | Juan Esteban Curuchet | Walter Fernando Pérez | 8      |       |
| 2    | Espagne            | Joan Llaneras         | Antonio Tauler        | 7      |       |
| 3    | Russie             | Mikhail Ignatiev      | Alexei Markov         | 6      |       |
| 4    | Belgique           | Iljo Keisse           | Kenny De Ketele       | 17     | -1    |
| 5    | Allemagne          | Roger Kluge           | Olaf Pollack          | 15     | -1    |
| 6    | Danemark           | Michael Mørkøv        | Alex Rasmussen        | 14     | -1    |
| 7    | France             | Matthieu Ladagnous    | Jérôme Neuville       | 12     | -1    |
| 8    | Pays-Bas           | Jens Mouris           | Peter Schep           | 6      | -1    |
| 9    | Grande-Bretagne    | Mark Cavendish        | Bradley Wiggins       | 6      | -1    |
| 10   | Nouvelle-Zélande   | Gregory Henderson     | Hayden Roulston       | 5      | -1    |
| 11   | Suisse             | Franco Marvulli       | Bruno Risi            | 3      | -1    |
| 12   | Canada             | Zachary Bell          | Martin Gilbert        | 5      | -3    |
| 13   | République tchèque | Milan Kadlec          | Alois Kaňkovský       | 3      | -3    |
| 14   | Italie             | Angelo Ciccone        | Fabio Masotti         | 0      | -3    |
| 15   | Ukraine            | Lyubomyr Polatayko    | Volodymyr Rybin       | 0      | -3    |
| 16   | États-Unis         | Michael Friedman      | Robert Lea            | 3      | -4    |